# Tom Izzo
Tom Izzo, (nacido el 30 de enero de 1955 en Iron Mountain, Míchigan) es un entrenador de baloncesto estadounidense con una longeva carrera en el banquillo de la Universidad Estatal de Míchigan, en la que lleva desde el año 1983, primero como entrenador asistente, y luego como principal.

## Trayectoria
- Universidad de Northern Michigan (1979-1983) (aydte)
- Universidad Estatal de Míchigan (1983-1995)  (aydte)
- Universidad Estatal de Míchigan (1995-)